# Beierholm
Beierholm Statsautoriseret Revisionspartnerselskab er en dansk virksomhed, som beskæftiger sig med revision, regnskab og økonomisk rådgivning om bl.a. skattemæssige forhold og om moms og afgifter.
Virksomhedens rødder kan spores tilbage til 1929, hvor grundlæggeren af Nordjyllands Revisionskontor, Jacob Jensen, var leder af en afdeling for revision af pengeinstitutter under det daværende Revisions- og Forvaltningsinstituttet.
Dette revisionsområde blev ved lov indført i efterdønningerne af justitsminister P.A. Alberti, bedrageri overfor Bondestandens Sparekasse med 15 millioner kroner. P.A. Alberti hindrede som justitsminister etableringen af en autoriseret revisorinstitution – et motiv der med bedrageriets afsløring blev tydeligt at forstå.
På sin vis er fundamentet for dansk revisionsvæsen støbt efter bankkrakkene i starten af 1900-tallet, bl.a. Landmandsbankens store krak i 1922, hvor spekulation og overekspansion på et for spinkelt kapitalgrundlag førte til bankens krak med et kæmpetab til følge, og Alberti-affæren i 1908. Således også historien forud for den virksomhed som i dag kendes under navnet Beierholm, Statsautoriseret Revisionspartnerselskab.
I 1945 stiftedes Nordjyllands Revisionskontor som et aktieselskab, hvor nævnte Jacob Jensen sammen med to af sine medarbejdere, Erik Vang og Max Poulsen stiftede selskabet, der i alt beskæftigede 18 medarbejdere og havde en års-honoraromsætning på 80.000 kroner.
Tilsvarende i 40'erne begyndte i København et revisionsarbejde under lige så beskedne forhold. William Mortensen startede med en kundeportefølje på bare 5.000 kroner. I 1955 tiltrådte Børge Beierholm som medarbejder i firmaet, der senere fik navnet Mortensen & Beierholm.
I 2008 blev selskabets navn ændret til Beierholm og i 2010 blev selskabsformen ændret fra aktieselskab til partnerselskab.
Beierholm, Statsautoriseret Revisionspartnerselskab er således et partnerselskab, hvor aktionærerne pr. 30. juni 2014 består af 61 statsautoriserede revisorer samt 1 registreret revisor, der alle er partnere og arbejder i selskabet. Partnernes aktier er ejet enten direkte af partneren personligt eller et af partneren ejet selskab.
I 2014 har Beierholm 650 medarbejdere på 19 kontorer.
Selskabet har administrativt hovedkontor i Aalborg, hvor centrale fællesfunktioner er samlet. Det er bl.a. direktion, administration, marketing, salgssupport, HR og IT samt økonomiafdeling.
Øvrige kontorer:
Aarhus, København, Skagen, Hjørring, Frederikshavn, Dronninglund, Farsø, Aars, Hobro, Hadsund, Viborg, Kolding, Vojens, Haderslev, Næstved, Haslev, Slagelse, Nykøbing Falster og Odense.
Beierholm kerneklientel / kundegruppe er de mindre og mellemstore virksomheder.